# Várady János (országgyűlési képviselő)
Nagyszelezsényi és dicskei Várady János (Cseke, 1818. április 28. – Léva, 1872. október 18.) 48-as honvéd, később alezredes, ügyvéd, országgyűlési képviselő.

## Élete
Várady János földbirtokos, megyei táblabíró és Ordódy Teréz fia. A pesti egyetemen szerzett jogi diplomát és ügyvédként tevékenykedett. Felesége 1850-től zalakapolcsi Domonkos Karolina (meghalt 1886-ban Komáromban).
1848. augusztus 15-én beállt Mieczysław Woroniecki herceg önkéntes vadászcsapatába, mellyel részt vett a délvidéki harcokban. 1848. szeptember 28-tól hadnagy, október 12-től főhadnagy a Zomborban szervezett 34. honvédzászlóaljnál. 1848. november 28-tól százados alakulatánál a délvidéki hadszíntéren, 1849. januárjától a felső-tiszai hadtestben. Végig küzdötte a téli és a tavaszi hadjáratot. A váci csata (április 10.) után kitüntetik a katonai érdemjel 3. osztályával (április 18.). Április végétől alakulatának parancsnoka. E beosztásában május 15-től őrnagy, továbbra is az I. hadtestben, a világosi fegyverletételig.
Aradon hadbíróság, majd sorozó bizottság elé állították, végül elbocsátották. A kiegyezésig birtokán gazdálkodott, illetve ügyvédként dolgozott Léván. A passzív ellenállás egyik szervezője. 1859-ben Botka Tivadarral újraalapították a Lévai Casinót, melynek első elnöke lett. 1865-ben Mácsai Lukáccsal létrehozták Léva első pénzintézetét, a Lévai Takarékpénztárat. 1867-től a Bars megyei Honvédegylet tagja, 1867-1872 között Léva országgyűlési képviselője.
Aktívan részt vállalt a kiegyezés utáni Magyar Királyi Honvédség megszervezésében. Ő volt az új hadsereg első kinevezett törzstisztje. 1869-től őrnagy, majd 1870-től alezredes volt.
A lévai római katolikus temetőben katonai tiszteletadás mellett temették el. Nyughelye védett sírhely volt, 1999 után azonban síremléke eltűnt.

## Emléke
- A Lévai Casinó 1935-ben portré festményt készíttetett róla